# 小倉英季

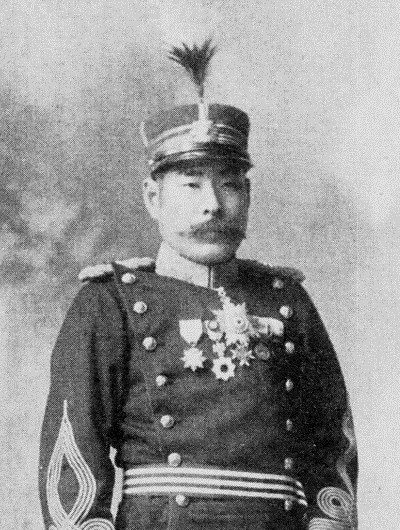
小倉英季

小倉 英季（おぐら ひですえ、1872年12月5日（明治5年11月5日）- 1929年（昭和4年）10月22日）は、日本の陸軍軍人・政治家。華族。陸軍歩兵大佐。貴族院子爵議員。旧名・英麿。

## 経歴
本籍東京都。侍従・小倉長季の二男として生まれる。父の死去に伴い、1881年（明治14年）9月29日、家督を継承。1884年（明治17年）7月8日、子爵を叙爵した。1893年（明治26年）1月18日に英季と改名した
1895年（明治28年）1月1日、陸軍士官学校（6期）を卒業し、同年5月22日、歩兵少尉に任官。日清戦争、日露戦争に出征。占領地総督部花河兵站守備隊長兼兵站司令官、第1師管軍法会議判士長、近衛歩兵第2連隊大隊長、高崎連隊区司令官などを務め、1918年（大正7年）7月24日、歩兵大佐に昇進。その後、歩兵第31連隊長に就任し、1921年（大正10年）7月20日に待命となり、同年11月1日、予備役に編入された。
1925年（大正14年）7月10日、貴族院子爵議員に選出され、研究会に属して活動し死去するまで在任した。

## 栄典
位階
- 1902年（明治35年）12月20日 - 従四位[13]
- 1927年（昭和2年）1月15日 - 正三位[14]

勲章
- 1915年（大正4年）4月24日 - 勲三等瑞宝章[15]

## 親族
- 妻：小倉定子（さだこ、阿野実允長女）・小倉為子（ためこ、醍醐忠敬長女）[1]
- 長男：小倉義季（子爵、殿掌）[1]
- 二女：俊子（としこ、北大路信明夫人）[1]
- 三女：一条智光（一条実輝養子）[1]
- 四男：大宮公孝（大宮以季養子）[1]
- 弟：西四辻公堯（陸軍少将、貴族院子爵議員）[1]
- 叔母:小倉文子（明治天皇の典侍）[16]